# Meow
Meow é uma fragrância criada pela cantora Katy Perry e pela Gigantic Parfums. O perfume, lançado em dezembro de 2011 através da Nordstrom, tem um conceito semelhante ao seu lançamento anterior , Purr. Seus ingredientes incluem, pera, lonicera e baunilha. Apresenta também pequenos aromas de almíscar e âmbar.